# Croton stipularis
Espèce
Croton stipularis est une espèce de plantes à fleurs du genre Croton et de la famille des Euphorbiaceae, présente au Brésil (Goiás, Minas Gerais).
Il a pour synonymes :
- Julocroton montevidensis var. stipularis, Müll.Arg.
- Julocroton stipularis, (Müll.Arg.) Müll.Arg.